# Gevel

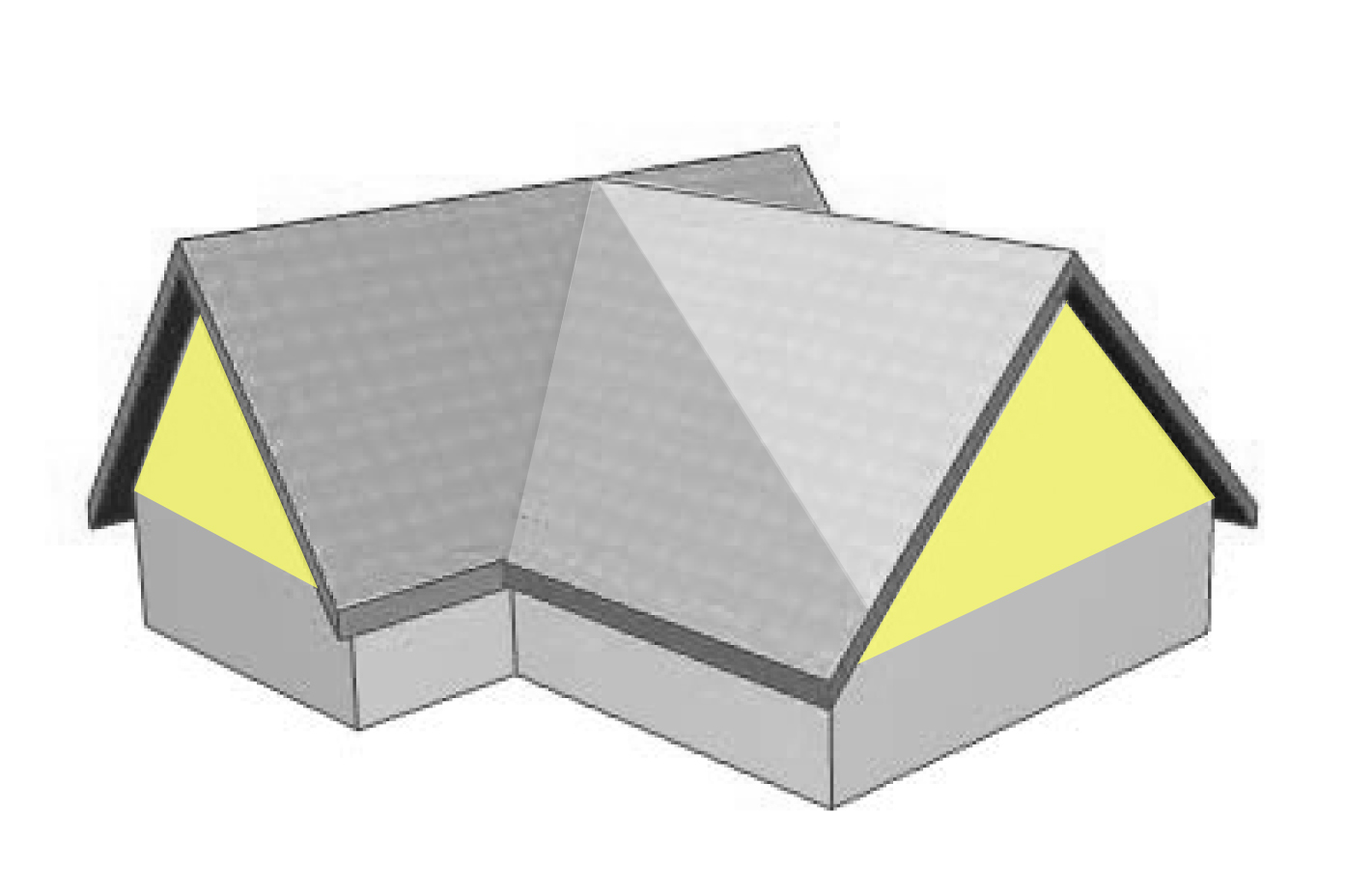
Gevels

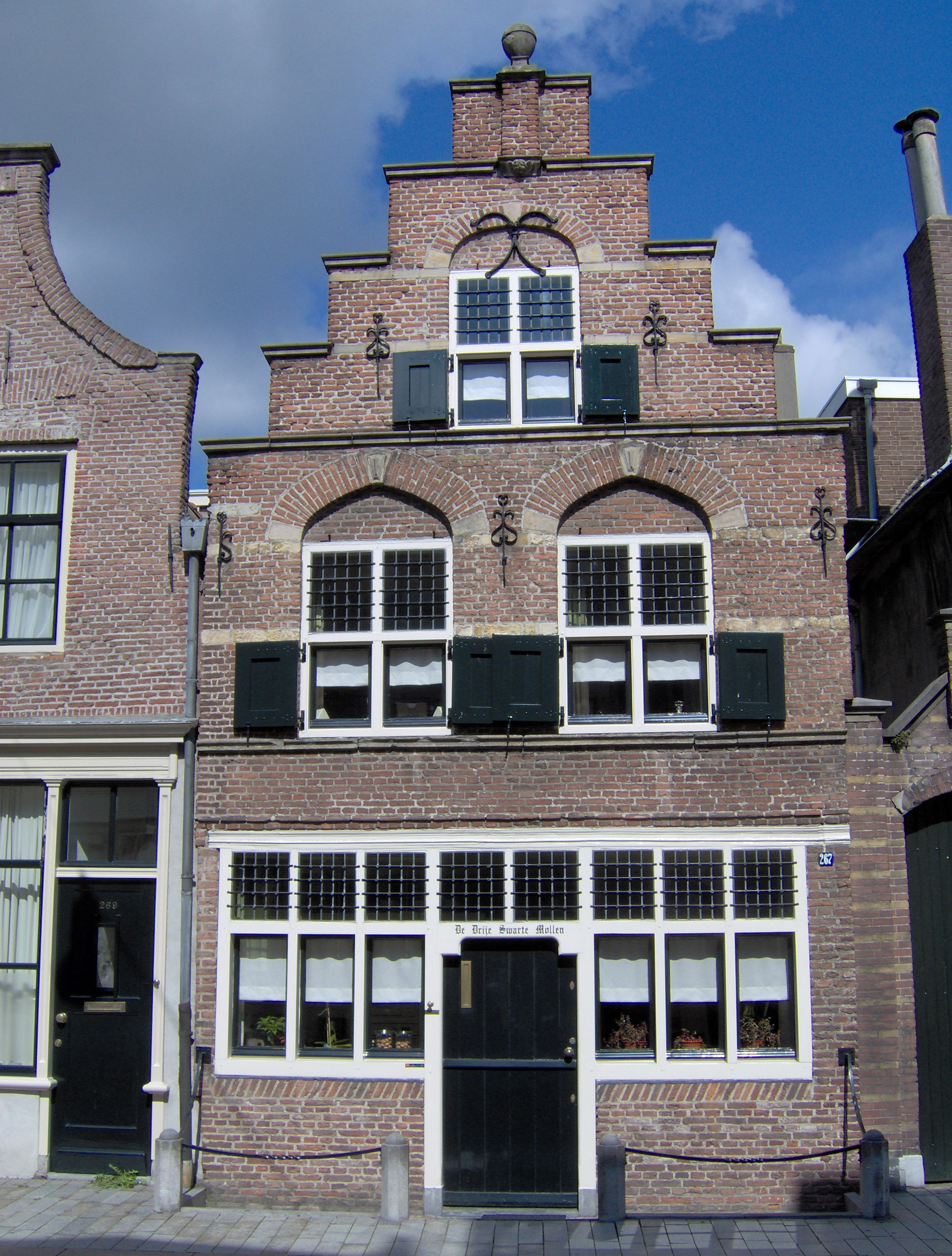
Huis uit 1630 met trapgevel in 's-Hertogenbosch

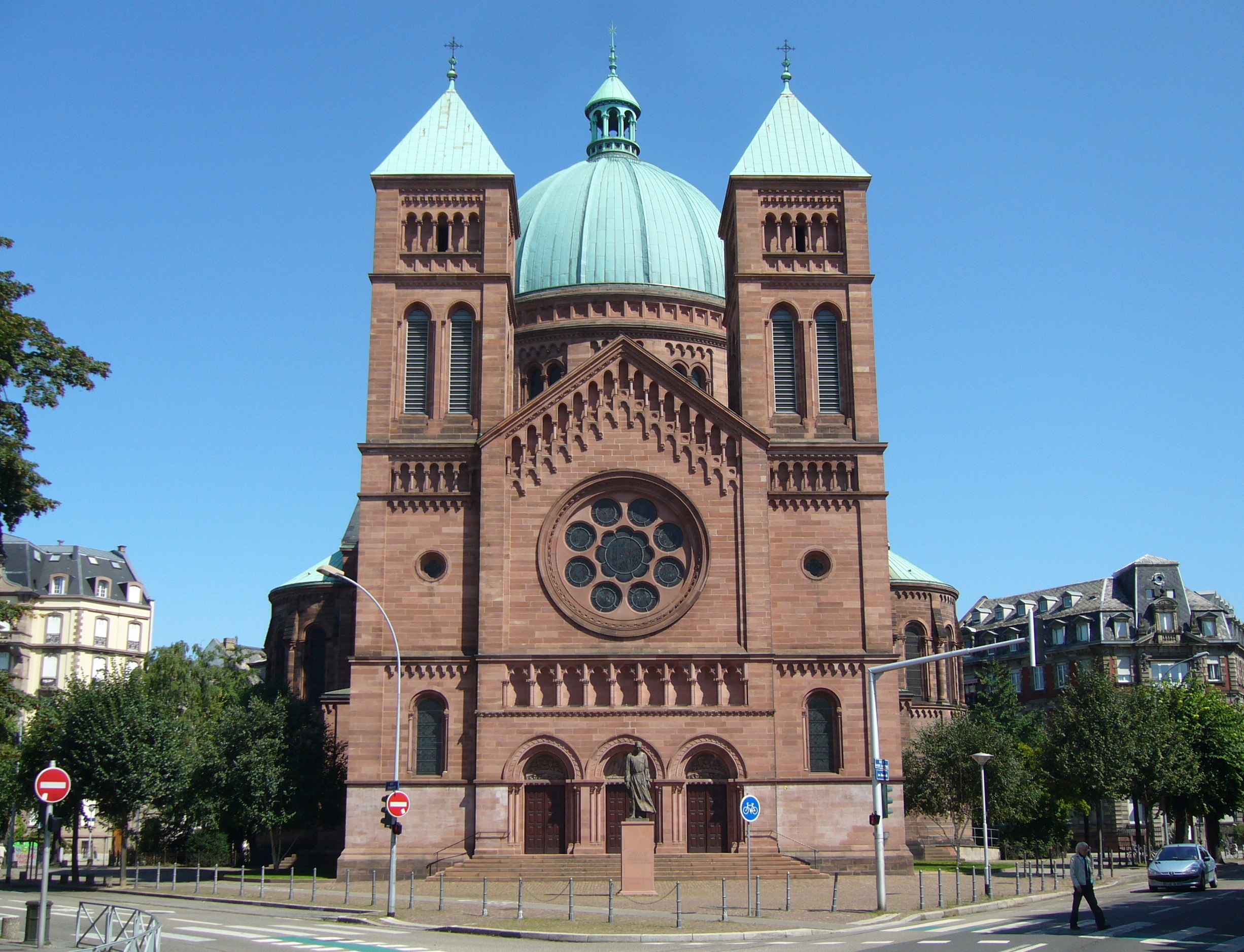
Gevel van een eind-19e-eeuwse Franse kathedraal

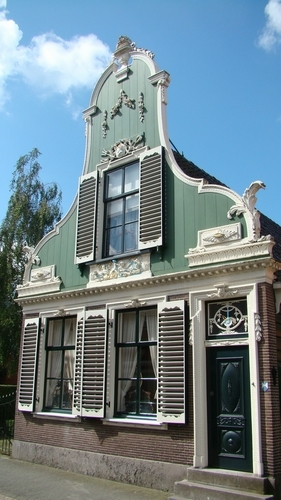
Gemetselde ondergevel met daarop een houten topgevel, Krommenie

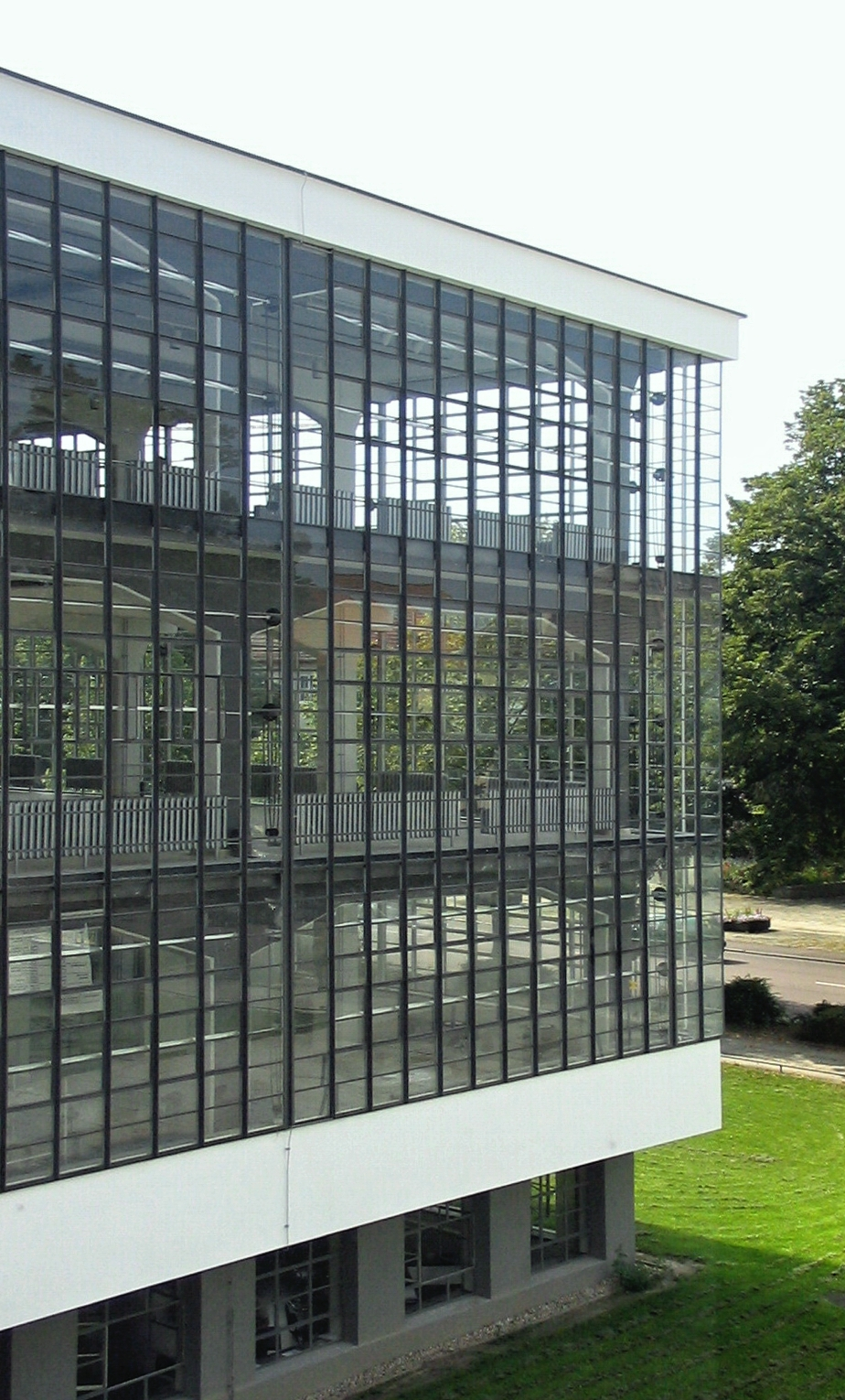
Glazen vliesgevel aan het Bauhaus in Dessau

De gevel van een gebouw is het gedeelte van een gebouw dat, met uitzondering van het dak, van buitenaf zichtbaar is.
De gevel aan de straatzijde heet de voorgevel, verder zijn er zijgevels en een achtergevel te onderscheiden. Meestal is een gevel van steen, glas of hout, en soms van andere materialen zoals metaal gemaakt. De verschillende delen van gevels van eenzelfde gebouw zijn niet altijd van hetzelfde materiaal gemaakt.

Is er sprake van een belangrijke gevel dan spreken we van een façade
of wanneer het om een rijk uitgewerkte gevel gaat, front (van het Franse front; "voorzijde", "aangezicht"). Het onderste gedeelte van een gevel wordt ook wel een pui genoemd, wanneer deze qua uiterlijk afwijkt van de rest van de gevel.
De architectuur van een gevel wordt bepaald door de vorm, het toegepaste materiaal, de plaats en vorm van ramen en deuren, het aanwezig zijn van erkers of andere vorm bepalende elementen.
In Nederland wordt de gevel van een woonhuis meestal gemetseld van bakstenen, die met elkaar verbonden worden door mortel. De voegen tussen de bakstenen worden gevuld met voegspecie, een soort mortel aangemaakt met zo min mogelijk water. Pas als de voegen gedicht zijn is de gevel gereed.
In de gevel zitten openingen voor de ramen en deuren die vanaf 1 meter overspannen worden met een Latei. Bij overspanningen kleiner dan 1 meter kan ook een Hanenkam of Strek gemetseld worden. Muurankers verbinden (verdiepingsvloer)balken en stijlen met de gevel om een gebouw een stabiel te maken.
Moderne gevels worden vaak uitgevoerd als spouwmuur. Door deze constructie wordt de doorslag van vocht van buiten naar binnen voorkomen. In feite bestaat de gevel dan uit twee aparte stenen spouwbladen, met daartussen een luchtspouw, geheel of gedeeltelijk met isolatiemateriaal gevuld voor warmte-isolatie.
De gevels van woningen en gebouwen vervullen niet alleen een esthetische functie maar dienen ook aan een groot aantal technische eisen te voldoen, zoals die zijn vastgelegd in een Bouwbesluit. Het betreft hierbij o.a. het weren van geluid, vocht, wind en ongedierte van buitenaf, het opnemen en afvoeren van (wind)belastingen, het zorgen voor de toetreding van voldoende daglicht en het bijdragen aan een goede warmte-isolatie.

## Onderhoud
Bij gemetselde gevels is het nodig het voegwerk goed te onderhouden. Wanneer het voegwerk niet meer goed afdicht, kan vocht dat in het metselwerk is getrokken bevriezen en schade veroorzaken.
Sterk vervuilde gevels kunnen worden gereinigd. Soms worden gereinigde gevels geïmpregneerd met een vochtwerend middel. Zowel gevelreiniging als het impregneren kunnen grote schade aanrichten indien niet correct uitgevoerd.

## Gevelversiering
De gevels van woonhuizen zijn in de loop der eeuwen geëvolueerd, hetgeen te zien is bijvoorbeeld aan de grachtenhuizen in Amsterdam, Delft of andere oude steden. De ontwikkeling begon met de traditionele trapgevel en evolueerde via een halsgevel naar de klokgevel in de Gouden Eeuw. Deze klokgevel veranderde in steeds plattere ornamenten, tot men in latere jaren (de 19e eeuw) vooral de lijstgevel toepaste, waarachter zich een plat dak bevond.
Ook werden er gevelstenen gebruikt, die iets vertelden over het gebruik van het gebouw, of over de eigenaars ervan.
Tegenwoordig (2003) worden gevels veel minder als decoratie gebruikt, hoewel er wel veel gevelreclame wordt toegepast. Ook wordt er door derden wel graffiti aangebracht, hetgeen de meeste mensen echter niet als versiering ervaren. Het verwijderen van graffiti kan door een deskundig bedrijf worden gedaan.